# Aire d'attraction de Saint-Nazaire
L'aire d'attraction de Saint-Nazaire est un zonage d'étude défini par l'Insee pour caractériser l’influence de la commune de Saint-Nazaire sur les communes environnantes. Publiée en octobre 2020, elle se substitue à l'aire urbaine de Saint-Nazaire, qui comportait 29 communes dans le dernier zonage qui remontait à 2010.

## Définition
L'aire d'attraction d'une ville est composée d’un pôle, défini à partir de critères de population et d’emploi ainsi que d’une couronne constituée des communes dont au moins 15 % des actifs travaillent dans le pôle. Le pôle d’attraction constitue ainsi un point de convergence des déplacements domicile-travail,.

## Type et composition
L’aire d'attraction de Saint-Nazaire est une aire intra-départementale qui comporte 24 communes en Loire-Atlantique. 
Elle est catégorisée dans les aires de 200 000 à moins de 700 000 habitants, une catégorie qui regroupe 23,6 % au niveau national.

### Carte

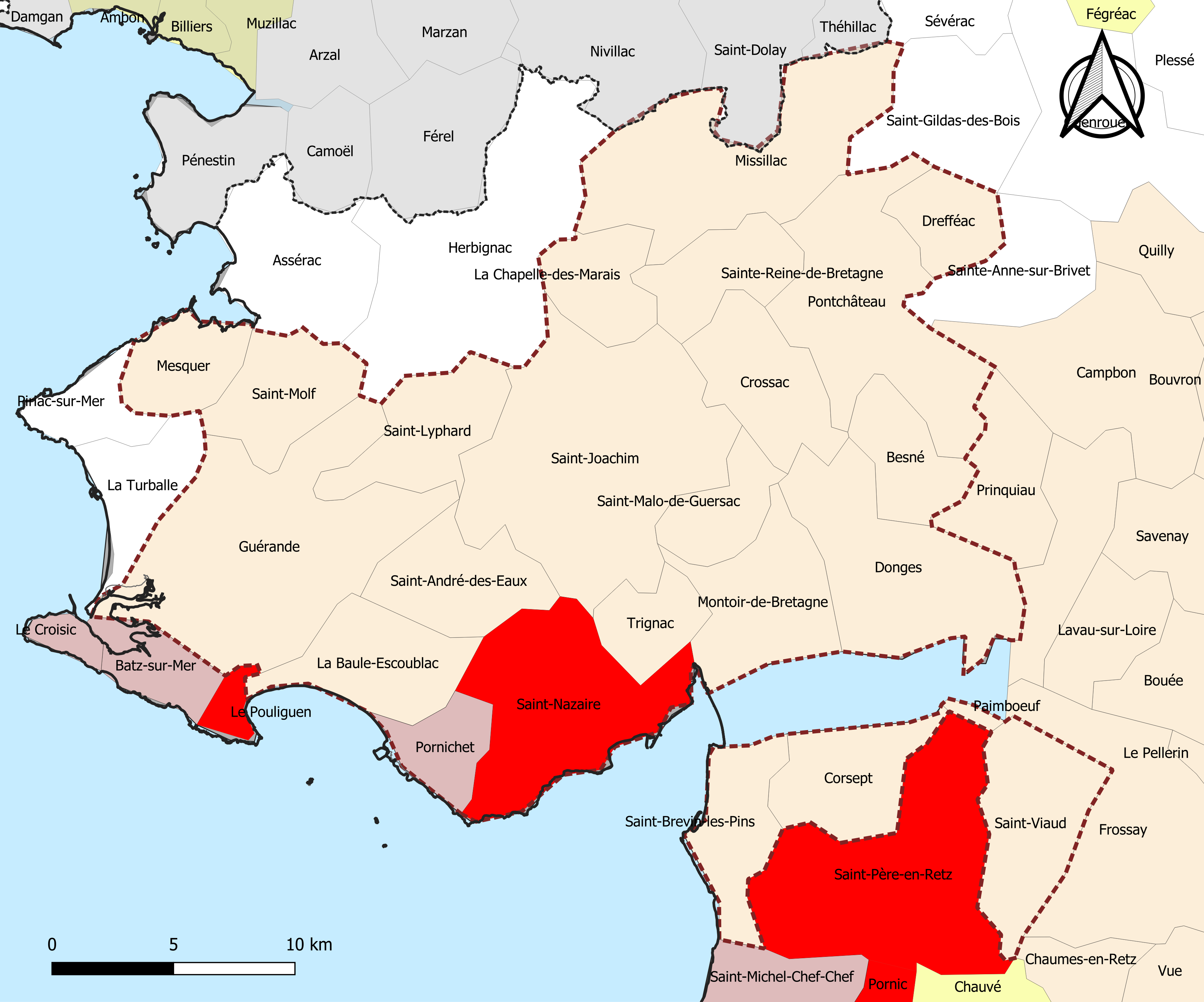
Carte de l'aire d'attraction de Saint-Nazaire.
Commune-centre
Commune du pôle principal
Commune de la couronne

### Composition communale
| Nom                            | Code Insee | Département      | Statut                    | Superficie (km2) | Population (dernière pop. légale) | Densité (hab./km2) | Modifier                                    |
| ------------------------------ | ---------- | ---------------- | ------------------------- | ---------------- | --------------------------------- | ------------------ | ------------------------------------------- |
| Saint-Nazaire (commune-centre) | 44184      | Loire-Atlantique | commune-centre            | 46,79            | 73 111 (2022)                     | 1 563              | modifier les données · modifier les données |
| Pornichet                      | 44132      | Loire-Atlantique | commune du pôle principal | 12,67            | 12 530 (2022)                     | 989                | modifier les données · modifier les données |
| Besné                          | 44013      | Loire-Atlantique | commune de la couronne    | 17,54            | 3 317 (2022)                      | 189                | modifier les données · modifier les données |
| La Chapelle-des-Marais         | 44030      | Loire-Atlantique | commune de la couronne    | 18,05            | 4 424 (2022)                      | 245                | modifier les données · modifier les données |
| Corsept                        | 44046      | Loire-Atlantique | commune de la couronne    | 23,62            | 2 615 (2022)                      | 111                | modifier les données · modifier les données |
| Crossac                        | 44050      | Loire-Atlantique | commune de la couronne    | 25,85            | 2 985 (2022)                      | 115                | modifier les données · modifier les données |
| Donges                         | 44052      | Loire-Atlantique | commune de la couronne    | 48,50            | 8 117 (2022)                      | 167                | modifier les données · modifier les données |
| Drefféac                       | 44053      | Loire-Atlantique | commune de la couronne    | 14,16            | 2 288 (2022)                      | 162                | modifier les données · modifier les données |
| La Baule-Escoublac             | 44055      | Loire-Atlantique | commune de la couronne    | 22,19            | 16 613 (2022)                     | 749                | modifier les données · modifier les données |
| Guérande                       | 44069      | Loire-Atlantique | commune de la couronne    | 81,44            | 16 684 (2022)                     | 205                | modifier les données · modifier les données |
| Mesquer                        | 44097      | Loire-Atlantique | commune de la couronne    | 16,72            | 2 156 (2022)                      | 129                | modifier les données · modifier les données |
| Missillac                      | 44098      | Loire-Atlantique | commune de la couronne    | 59,55            | 5 619 (2022)                      | 94                 | modifier les données · modifier les données |
| Montoir-de-Bretagne            | 44103      | Loire-Atlantique | commune de la couronne    | 36,79            | 7 289 (2022)                      | 198                | modifier les données · modifier les données |
| Paimbœuf                       | 44116      | Loire-Atlantique | commune de la couronne    | 2,00             | 3 030 (2022)                      | 1 515              | modifier les données · modifier les données |
| Pontchâteau                    | 44129      | Loire-Atlantique | commune de la couronne    | 55,79            | 11 249 (2022)                     | 202                | modifier les données · modifier les données |
| Saint-André-des-Eaux           | 44151      | Loire-Atlantique | commune de la couronne    | 24,71            | 6 949 (2022)                      | 281                | modifier les données · modifier les données |
| Saint-Brevin-les-Pins          | 44154      | Loire-Atlantique | commune de la couronne    | 19,29            | 14 645 (2022)                     | 759                | modifier les données · modifier les données |
| Saint-Joachim                  | 44168      | Loire-Atlantique | commune de la couronne    | 86,22            | 4 125 (2022)                      | 48                 | modifier les données · modifier les données |
| Saint-Lyphard                  | 44175      | Loire-Atlantique | commune de la couronne    | 24,63            | 5 246 (2022)                      | 213                | modifier les données · modifier les données |
| Saint-Malo-de-Guersac          | 44176      | Loire-Atlantique | commune de la couronne    | 14,62            | 3 221 (2022)                      | 220                | modifier les données · modifier les données |
| Saint-Molf                     | 44183      | Loire-Atlantique | commune de la couronne    | 22,82            | 2 859 (2022)                      | 125                | modifier les données · modifier les données |
| Sainte-Reine-de-Bretagne       | 44189      | Loire-Atlantique | commune de la couronne    | 19,73            | 2 447 (2022)                      | 124                | modifier les données · modifier les données |
| Saint-Viaud                    | 44192      | Loire-Atlantique | commune de la couronne    | 32,63            | 2 846 (2022)                      | 87                 | modifier les données · modifier les données |
| Trignac                        | 44210      | Loire-Atlantique | commune de la couronne    | 14,38            | 8 234 (2022)                      | 573                | modifier les données · modifier les données |